# Estátua da Liberdade (San Marino)
A Estátua da Liberdade (em italiano: Statua della Libertà) é uma estátua de Stefano Galletti em mármore de Carrara, localizada na Piazza della Libertà, na cidade de San Marino. 
A estátua é representada na moeda de 2 euros de San Marino.

## História
A estátua foi encomendada pela nobre alemã Otilia Heyroth Wagener, então duquesa de Rancidello, em 1876 e foi esculpida pelo escultor italiano Stefano Galletti usando mármore de Carrara. Após a sua conclusão, a condessa doou a escultura para a República de San Marino como um símbolo de liberdade. 
A inauguração da estátua ocorreu em 30 de setembro do mesmo ano. Para recompensar o gesto da duquesa, ela recebeu o direito de mudar seu título para duquesa de Acquaviva. 

## Descrição
A estátua está localizada no centro da Piazza della Libertà, entre o Parva Domus e o Palazzo Pubblico, inaugurado no mesmo dia 18 anos depois. 
Representa a liberdade como uma mulher guerreira que avança orgulhosamente com a mão direita esticada para a frente e a mão esquerda segurando uma bandeira. A cabeça é decorada com uma coroa com três torres, representando a cidade fortificada de San Marino, presente no brasão nacional.
 

O dia de sua inauguração foi descrito pelo escritor e político de San Marino Marino Fattori : 
A estátua é uma pedra silenciosa, um emblema simples. O culto à liberdade deve estar vivo no peito. O monumento que é a honra e a glória dos san-marinenses se tornaria uma desonra e uma zombaria se o povo perdesse seus bons costumes e virtudes. 